# Julie Benz
Julie M. Benz (* 1. května 1972 Pittsburgh, Pensylvánie) je americká herečka. Mezi její nejznámější role patří Darla v seriálech Buffy, přemožitelka upírů a Angel a Rita Bennettová v seriálu Dexter, za kterou v roce 2006 získala Satellite Award pro nejlepší herečku ve vedlejší roli a v roce 2009 ve stejné kategorii obdržela i Saturn Award. Také se objevila v seriálech Roswell, Zoufalé manželky, No Ordinary Family a A Gifted Man, či filmech jako Ďábelská hra, The Brothers, Rambo: Do pekla a zpět, Saw 5, Kat: Válečná zóna, Pokrevní bratři 2 a V ložnicích.

## Dětství
Narodila se v Pittsburghu v Pensylvánii. Její otec je chirurg, matka byla krasobruslařka. Když jí byly dva roky, celá rodina se usadila v nedalekém Murrysville a o rok později sama začala s krasobruslením. V roce 1988 startovala na americkém šampionátu v krasobruslení juniorů a se svým bruslařským partnerem Davidem Schillingem skončila na 13. místě. Její sourozenci, starší bratr Jeffrey a sestra Jennifer, se v roce 1987 stali americkými juniorskými šampiony v krasobruslení a soutěžili i na mezinárodní úrovni. Ve čtrnácti letech utrpěla únavovou zlomeninu pravé nohy a musela si na nějaký čas od sportu odpočinout. Vyrůstala v Murrysville a absolvovala na Franklin Regional High School.

## Osobní život
Byla vdaná za herce a dabéra Johna Kassira. Vzali se dne 30. května 1998, v prosinci 2007 se však rozvedli.
V roce 2011 se zasnoubila s Richem Oroscem, svatbu měli 5. května 2012.

## Filmografie

### Film
| Rok  | Název                              | Role                     | Poznámky                 |
| ---- | ---------------------------------- | ------------------------ | ------------------------ |
| 1990 | Dvě ďábelské oči                   | Betty                    | segment: "The Black Cat" |
| 1996 | Černá ovce                         |                          | neuvedena v titulcích    |
| 1996 | Darkdrive                          | Julie Falcon             |                          |
| 1997 | Eating Las Vegas                   | Sheila                   | krátkometrážní film      |
| 1997 | Rande                              | co-ed                    |                          |
| 1997 | Lepší už to nebude                 | recepční                 |                          |
| 1999 | Ďábelská hra                       | Marcie Fox               |                          |
| 2000 | Satanova vyšší dívčí               | Alison Kingsley          |                          |
| 2000 | Vím, co jsi dělal minulý pátek 13. | Barbara                  |                          |
| 2000 | Bad Girls From Valley High         | Danielle                 |                          |
| 2001 | The Brothers                       | Jesse Caldwell           |                          |
| 2003 | The Midget Stays in the Picture    | herečka z áčkového listu | krátkometrážní film      |
| 2002 | Král džungle 2                     | Ursula, královna džungle |                          |
| 2005 | 8MM 2                              | Lynn                     |                          |
| 2005 | Kobylky nesou smrt                 | Vicky                    |                          |
| 2006 | Kill Your Darlings                 | Katherine                |                          |
| 2008 | Rambo: Do pekla a zpět             | Sarah Miller             |                          |
| 2008 | Saw 5                              | Brit Steddison           |                          |
| 2008 | Kat: Válečná zóna                  | Angela Donatelli         |                          |
| 2009 | Pokrevní bratři 2                  | Eunice Bloom             |                          |
| 2010 | V ložnicích                        | Anna                     |                          |
| 2011 | Ricochet                           | Elise Laird              |                          |
| 2011 | Answers to Nothing                 | Frankie                  |                          |
| 2014 | Arson Mom                          | Zoey                     |                          |
| 2014 | Supremacy                          | Kristen                  |                          |
| 2015 | Circle                             | manželka                 |                          |
| 2015 | Life on the Line                   | Carline                  |                          |
| 2016 | Havenhurst                         | Jackie                   |                          |
| 2019 | Foster Boy                         | Pamela Dupree            |                          |
| 2020 | Nocturne                           | Cassie                   |                          |
| 2020 | Perfidy                            | Rachel                   | krátkometrážní film      |

### Televize
| Rok       | Název                               | Role                  | Poznámky |
| --------- | ----------------------------------- | --------------------- | --- |
| 1991–1992 | Hi Honey, I'm Home!                 | Babs Nielson          | 14 dílů |
| 1994      | Ženatý se závazky                   | Sascha                | díl: „Alanova hřiště“ |
| 1995      | Cross Town Traffic                  |                       | neodvysílaný televizní pilot |
| 1995      | Empire                              | Christine Lambert     | neodvysílaný televizní pilot |
| 1995      | Dobrá trefa                         | Linda Cantrell        | díl: „Earl Makes the Grade“ |
| 1995      | The Barefoot Executive              | sexy žena             | |
| 1995      | Doba přílivu                        | Joanna Craig          | díl: „Sea No Evil“ |
| 1995      | Krok za krokem                      | Tawny                 | díl: „The Wall“ |
| 1996      | Boy Meets World                     | Bianca                | díl: „City Slackers“ |
| 1996      | Srdce na vlnách                     | Christy               | televizní film |
| 1996      | Diagnóza vražda                     | Julie Miller          | díl: „Murder on Thin Ice“ |
| 1996      | Cesta do neznáma                    | Jenny Michener        | díl: „The Electric Twister Acid Test“ |
| 1996      | The Single Guy                      | Cranberries Girl      | díl: „Love Train“ |
| 1997      | Veronica's Video                    | Heidi                 | neodvysílaný televizní pilot |
| 1997      | A Walton Easter                     | Jeannie               | neuvedena v titulcích |
| 1997      | Policie z New Orleans               | Roxanne               | díl: „BeGirled“ |
| 1997      | Fame L.A.                           | Vanessa               | díl: „The Beat Goes On“ |
| 1997–2000 | Buffy, přemožitelka upírů           | Darla                 | vedlejší role, 5 dílů |
| 1998      | Ask Harriet                         | Joplin Russell        | vedlejší role, 7 dílů |
| 1998      | Conrad Bloom                        | Julie                 | díl: „The Rebound Guy“ |
| 1999      | Dirt Merchant                       | Angie                 | |
| 1999      | Payne                               | Breeze O'Rourke       | 9 dílů |
| 1999      | Dva z Queensu                       | Julie Patterson       | díl: „Train Wreck“ |
| 1999–2000 | Roswell                             | Kathleen Topolsky     | vedlejší role, 7 dílů |
| 2000–2004 | Angel                               | Darla                 | vedlejší role, 20 dílů |
| 2000      | Good Guys/Bad Guys                  |                       | neodvysílaný televizní pilot |
| 2002      | Glory Days                          | Ellie Sparks          | neodvysílaný televizní pilot |
| 2002      | Uneseni                             | Kate Keyes            | 2 díly |
| 2002      | She Spies                           | Elaine                | díl: „Spies vs. Spy“ |
| 2002      | Detektív                            | Miranda Blanchard     | díl: „The Witness“ |
| 2002      | Svádění                             | Amanda                | díl: „Decatur Guy“ |
| 2004      | Jezdkyně                            | Annie Garrett         | |
| 2004      | Námořní vyšetřovací služba          | Denise Johnson        | díl: „Slabý článek“ |
| 2004      | Oliver Beene                        | Cigarette Girl        | díl: „Idol Chatter“ |
| 2005      | Lackawanna Blues                    | Laura                 | |
| 2006      | Lovci duchů                         | Layla Rourke          | epizoda „Faith“ |
| 2006      | Kriminálka Miami                    | Hayley Gordon         | díl: „Varovný plakát“ |
| 2006      | Kriminálka Las Vegas                | Heidi Wolff           | díl: „Time of Your Death“ |
| 2006      | Okruh přátel                        | Maggie                | |
| 2006–2010 | Dexter                              | Rita Bennett          | 49 dílů 2006 Satellite Award: nejlepší seriálová herečka ve vedlejší roli 2008 Eyegore Awards 2009 Saturn Award: televizní herečka ve vedlejší roli |
| 2007      | Zákon a pořádek                     | Dawn Sterling         | díl: „Church“ |
| 2009      | Kidnapping Caitlynn                 | Caitlynn              | |
| 2009      | Held Hostage                        | Michelle Estey        | |
| 2009      | Čisté víno                          | Johnny Prentiss       | |
| 2010      | Zoufalé manželky                    | Robin Gallagher       | vedlejší postava, 5 dílů |
| 2010–2011 | No Ordinary Family                  | Stephanie Powell      | hlavní role, 20 dílů |
| 2011      | Milionový lékař                     | Elyse                 | díl: „An Apple a Day“ |
| 2011      | Soudcova žena                       | Elise Laird           | televizní film |
| 2011–2012 | Muž s posláním                      | Christina Holt        | vedlejší postava, 7 dílů |
| 2012      | Middle Ages                         |                       | neodvysílaný pilot |
| 2012      | Taken: The Search for Sophie Parker | Stevie Parker         | televizní film |
| 2013–2015 | Defiance                            | Amanda Rosewater      | hlavní role, 39 dílů |
| 2015      | Charming Christmas                  | Meredith              | televizní film |
| 2015–2017 | Hawaii 5-0                          | inspektorka Abby Dunn | vedlejší role, 12 dílů |
| 2017      | Training Day                        | Holly Butler          | 7 dílů |
| 2017      | Christmas Homecoming                | Amanda                | televizní film |
| 2019      | Dark/Web                            | I Am Rideshare        | díl: „Chapter One“ |
| 2019      | Lehké jako pírko                    | Skye                  | 2 díly |
| 2019      | V.C. Andrews' Heaven                | Kitty                 | televizní film |
| 2019      | Jak se stát bohem na Floridě        | Carole Wilkes         | 7 dílů |
| 2021      | Já, Victor                          | Shelby                | 4 díly |
| 2021      | Gold Digger Killer                  | Celeste Beard         | televizní film |
| 2022      | V plamenech                         | Sadie Becker          | 4 díly |

### Videohry
| Rok  | Název              | Role          | Poznámky                             |
| ---- | ------------------ | ------------- | ------------------------------------ |
| 2003 | Everybody's Golf 4 | různé postavy | také známo jako Hot Shots Golf Fore! |
| 2004 | Halo 2             | Miranda Keyes |                                      |